# Yanic Niederhäuser
Yanic Konan Niederhäuser (Fräschels, 14 marzo 2003) è un cestista svizzero, professionista nella NBA con i Los Angeles Clippers.

## Carriera

### Squadra
Cresciuto nei settori giovanili di Fribourg Olympic e Erdgas Ehingen, nel 2022 si trasferisce ai Northern Illinois Huskies, con cui resta fino al 2024, quando si trasferisce ai Penn State Nittany Lions.
Nel 2025 viene selezionato con la trentesima scelta assoluta al Draft NBA dai Los Angeles Clippers, diventando così il primo giocatore della storia dell'università della Pennsylvania a essere scelto al primo giro.